# 에스프론세다

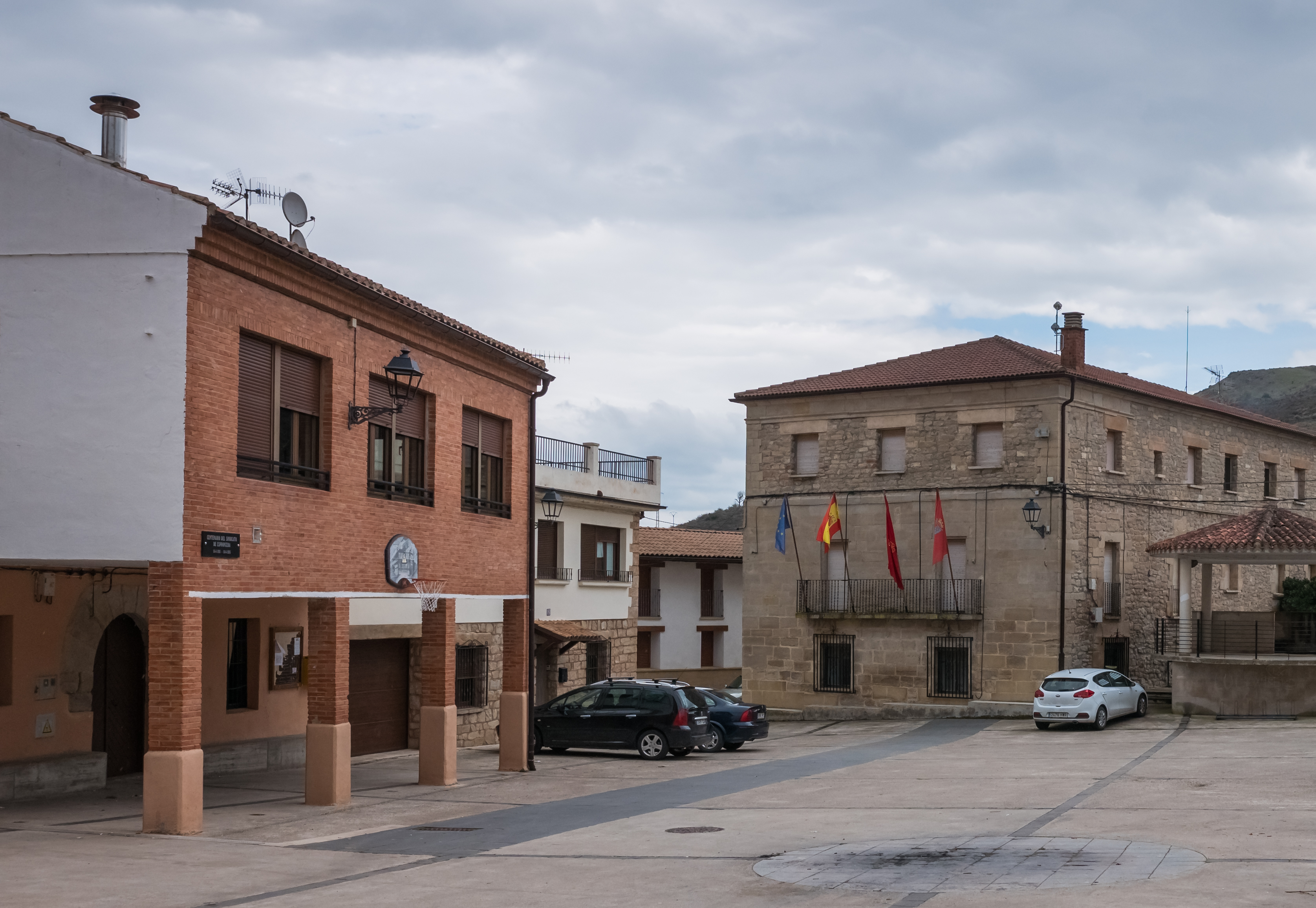

에스프론세다(Espronceda)는 스페인 북부 나바라 지방에 위치한 도시이자 지방자치체이다.